# Португалія на Чемпіонаті світу з водних видів спорту 2015
Португалія взяла участь у Чемпіонаті світу з водних видів спорту 2015, який пройшов у Казані (Росія) від 24 липня до 9 серпня.

## Плавання на відкритій воді
Троє португальських спортсменів кваліфікувалися на змагання з плавального марафону на відкритій воді.
| Спортсмен                              | Дисципліна        | Час       | Місце |
| -------------------------------------- | ----------------- | --------- | ----- |
| Васко Гаспар                           | 5 км (чоловіки)   | 55:36.4   | 28    |
| Васко Гаспар                           | 10 км (чоловіки)  | 1:56:38.9 | 55    |
| Рафаел Жіл                             | 10 км (чоловіки)  | 1:53:01.2 | 41    |
| Анжеліка Андре                         | 10 км (жінки)     | 2:01:40.4 | 38    |
| Анжеліка Андре Васко Гаспар Рафаел Жіл | командні змагання | 58:12.6   | 15    |

## Плавання
Португальські плавці виконали кваліфікаційні нормативи в дисциплінах, які наведено в таблиці (не більш як 2 плавці на одну дисципліну за часом нормативу A, і не більш як 1 плавець на одну дисципліну за часом нормативу B):
Чоловіки
| Спортсмен       | Дисципліна       | Попередній заплив | Попередній заплив | Півфінал        | Півфінал        | Фінал           | Фінал           |
| Спортсмен       | Дисципліна       | Час               | Місце             | Час             | Місце           | Час             | Місце           |
| --------------- | ---------------- | ----------------- | ----------------- | --------------- | --------------- | --------------- | --------------- |
| Діого Карвалью  | 200 м брасом     | 2:15.58           | 36                | Завершив виступ | Завершив виступ | Завершив виступ | Завершив виступ |
| Діого Карвалью  | 200 м комплексом | 1:59.61           | 11 Q              | 2:00.31         | 15              | Завершив виступ | Завершив виступ |
| Діого Карвалью  | 400 м комплексом | 4:18.67           | 18                | Н/Д             | Н/Д             | Завершив виступ | Завершив виступ |
| Нуну Кінтанілья | 100 м батерфляєм | 54.27             | 43                | Завершив виступ | Завершив виступ | Завершив виступ | Завершив виступ |
| Нуну Кінтанілья | 200 м батерфляєм | 2:01.46           | 30                | Завершив виступ | Завершив виступ | Завершив виступ | Завершив виступ |
| Алексіс Сантуш  | 50 м на спині    | 25.70             | 28                | Завершив виступ | Завершив виступ | Завершив виступ | Завершив виступ |
| Алексіс Сантуш  | 400 м комплексом | 4:22.35           | 26                | Н/Д             | Н/Д             | Завершив виступ | Завершив виступ |

Жінки
| Спортсменка           | Дисципліна       | Попередній заплив | Попередній заплив | Півфінал         | Півфінал         | Фінал            | Фінал            |
| Спортсменка           | Дисципліна       | Час               | Місце             | Час              | Місце            | Час              | Місце            |
| --------------------- | ---------------- | ----------------- | ----------------- | ---------------- | ---------------- | ---------------- | ---------------- |
| Вікторія Камінська    | 200 м брасом     | 2:33.73           | 35                | Завершила виступ | Завершила виступ | Завершила виступ | Завершила виступ |
| Вікторія Камінська    | 200 м комплексом | 2:16.89           | 28                | Завершила виступ | Завершила виступ | Завершила виступ | Завершила виступ |
| Вікторія Камінська    | 400 м комплексом | 4:53.47           | 31                | Н/Д              | Н/Д              | Завершила виступ | Завершила виступ |
| Ана Катаріна Монтейру | 100 м батерфляєм | 1:01.53           | 40                | Завершила виступ | Завершила виступ | Завершила виступ | Завершила виступ |
| Ана Катаріна Монтейру | 200 м батерфляєм | 2:12.87           | 24                | Завершила виступ | Завершила виступ | Завершила виступ | Завершила виступ |